# Potůčník
Potůčník (německy Lauterbach) je malá vesnice, část a katastrální území města Hanušovice v okrese Šumperk. Nachází se asi 3,5 km na východ od Hanušovic. Je zde Kostka Kolobka (která vyrábí koloběžky). Prochází tudy železniční trať Šumperk - Krnov. V roce 2009 zde bylo evidováno 30 adres.

Členění Hanušovic

Katastrální území má rozlohu 2,77 km².
| Rok            | 1869 | 1880 | 1890 | 1900 | 1910 | 1921 | 1930 | 1950 | 1961 | 1970 | 1980 | 1991 | 2001 | 2011 | 2021 |
| -------------- | ---- | ---- | ---- | ---- | ---- | ---- | ---- | ---- | ---- | ---- | ---- | ---- | ---- | ---- | ---- |
| Počet obyvatel | 259  | 305  | 320  | 333  | 262  | 256  | 261  | 47   | 183  | 38   | 27   | 111  | 26   | 51   | 96   |

## Stavby a památky
- Kaple svatých Jana a Pavla v centru obce[8]
- Poutní studánka s kaplí Svaté Anny a Křížovou cestou[9]